# Hôtel de Donon

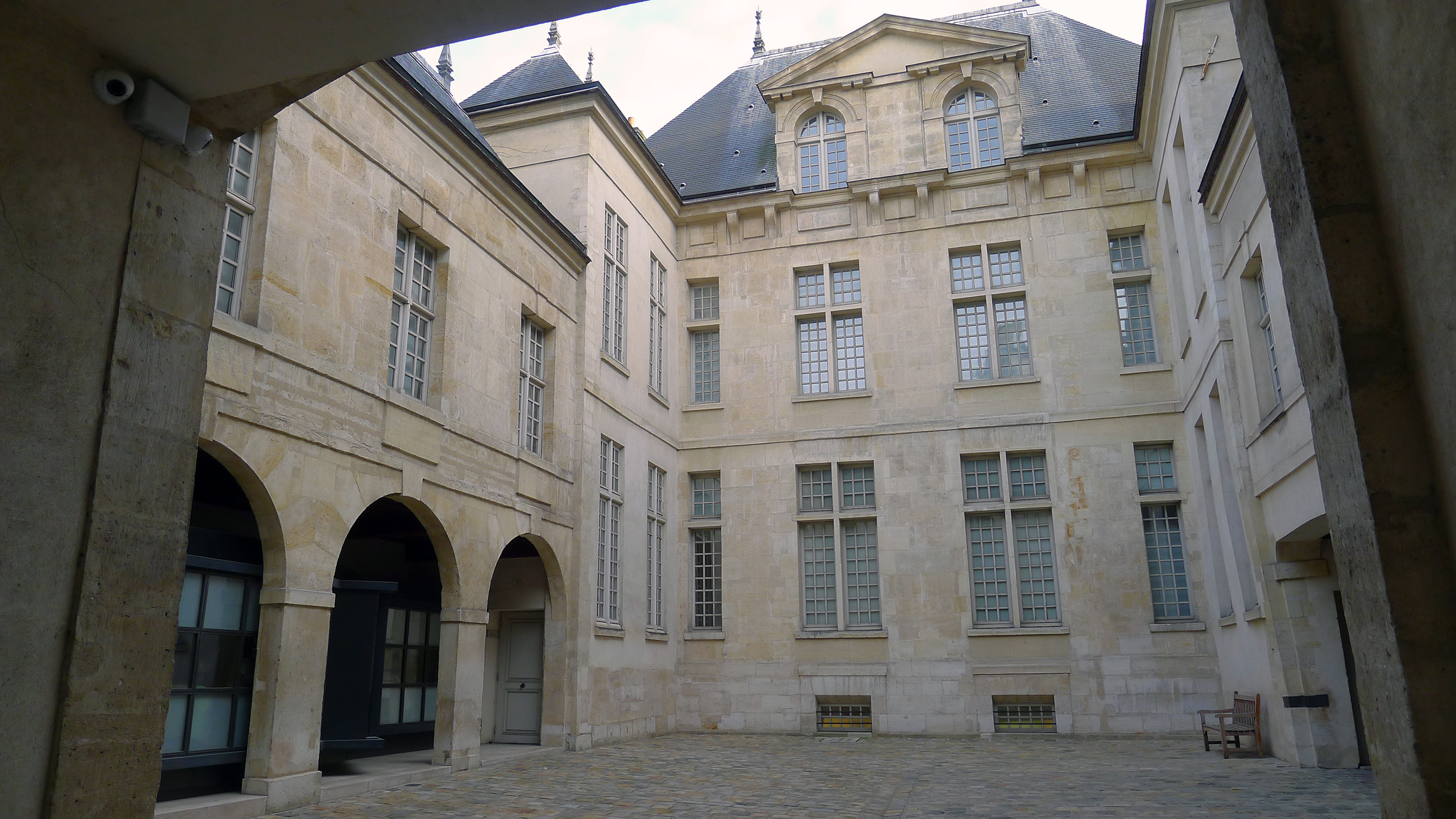
Nádvoří paláce

Hôtel de Donon je městský palác v Paříži. Nachází se v historické čtvrti Marais v ulici Rue Elzévir č. 8 ve 3. obvodu. Sídlí v něm městské muzeum Musée Cognacq-Jay. Palác je od roku 1975 chráněn jako historická památka.

## Historie
Palác byl postaven kolem roku 1575 na místě, kde se kdysi nacházely městské hradby, které nechal ve 14. století zřídit Karel V. Zdejší pozemky vlastnil klášter Sainte-Catherine-du-Val-des-Écoliers, který je v roce 1545 rozparceloval. Jednu parcelu koupil Médéric de Donon, dohlížitel nad královskými stavbami a nechal postavit palác, jehož architekt je neznámý. V majetku rodiny zůstal do roku 1636. V 18. století byl palác rozšířen, v 19. století byl, tak jako mnoho jiných objektů ve čtvrti, přestavěn ke komerčním účelům, což znamenalo ztrátu vnitřního vybavení. Na jeho zahradě byly ve 30. letech 20. století postaveny garáže. V roce 1975 palác koupilo město Paříž a nechalo jej zrestaurovat. Od roku 1990 zde sídlí muzeum Musée Cognacq-Jay, které uchovává umělecké předměty z 18. století. Tuto sbírku vlastnili manželé Ernst Cognacq a Louisa Jay, zakladatelé pařížského obchodního domu La Samaritaine, kteří ji věnovali městu Paříži. Původně muzeum sídlilo na Boulevardu des Capucines.

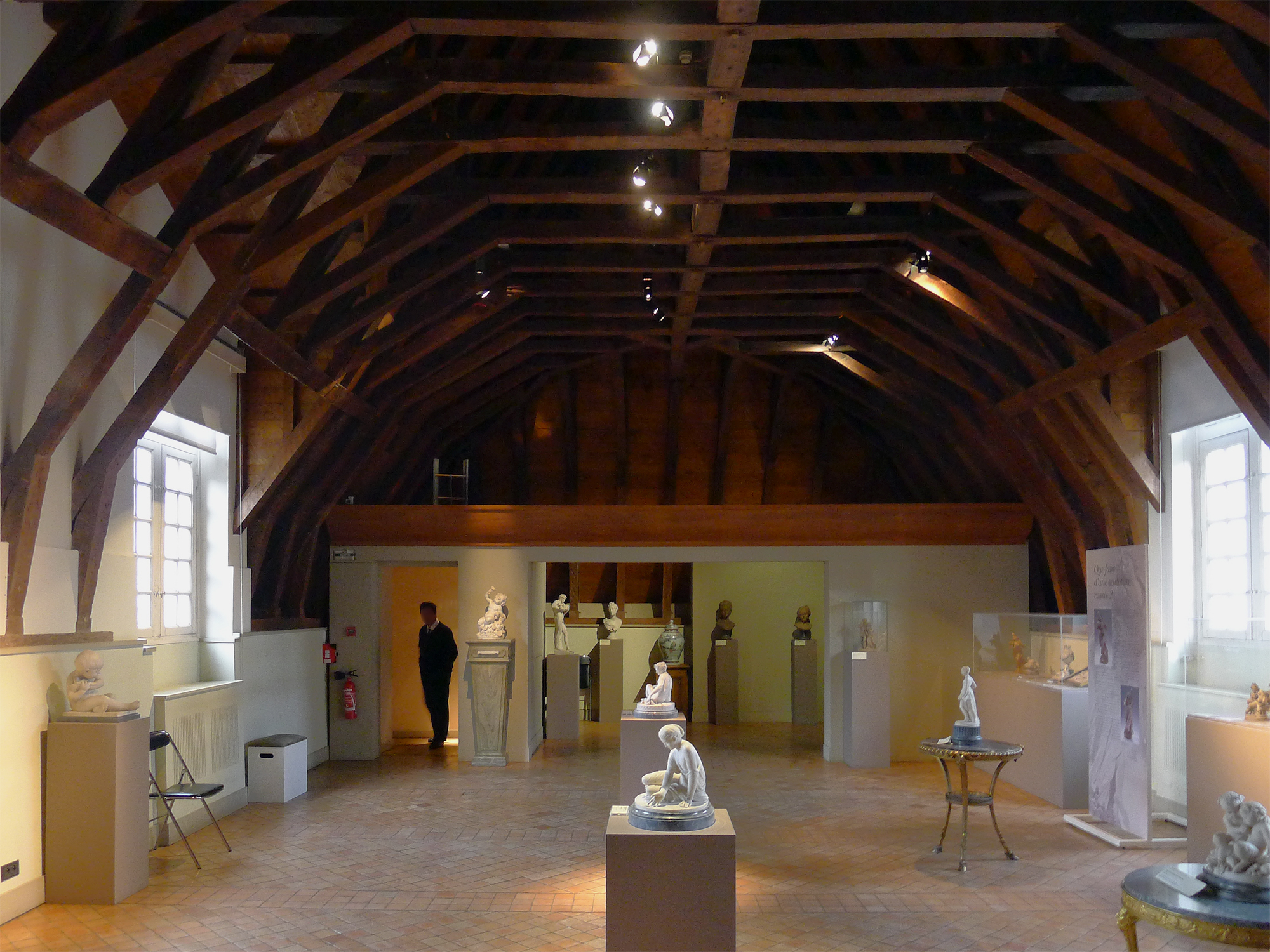
Výstavní sál s dřevěným krovem

## Architektura
Hlavní charakteristika paláce s vysokými střechami připomíná práce renesančního architekta Philiberta de l'Orme (1510-1570) působícího v Marais a nejspíše využívá blízkosti paláce Carnavalet. Krov v hlavním sále evokuje převrácenou loď. Struktura corps de logis je charakteristická pro paláce v Marais tohoto období.